# Лусі (повіт, Юньнань)
24°32′04″ пн. ш. 103°45′41″ сх. д. / 24.53431° пн. ш. 103.76131° сх. д.
Лусі (кит. 泸西县, пін. Lúxī Xiàn) — один із повітів КНР у складі Хунхе-Хані-Їської автономної префектури, провінція Юньнань. Адміністративний центр — містечко Чжуншу.

## Географія
Лусі лежить на висоті близько 1730 метрів над рівнем моря у центрі Юньнань-Гуйчжоуського плато.

### Клімат
Повіт знаходиться у зоні, котра характеризується океанічним кліматом субтропічних нагір'їв. Найтепліший місяць — червень із середньою температурою 20,6 °C. Найхолодніший місяць — січень, із середньою температурою 7,8 °С.
| Клімат повіту Лусі      | Клімат повіту Лусі | Клімат повіту Лусі | Клімат повіту Лусі | Клімат повіту Лусі | Клімат повіту Лусі | Клімат повіту Лусі | Клімат повіту Лусі | Клімат повіту Лусі | Клімат повіту Лусі | Клімат повіту Лусі | Клімат повіту Лусі | Клімат повіту Лусі | Клімат повіту Лусі |
| Показник                | Січ.               | Лют.               | Бер.               | Квіт.              | Трав.              | Черв.              | Лип.               | Серп.              | Вер.               | Жовт.              | Лист.              | Груд.              | Рік                |
| Середній максимум, °C   | 15,1               | 17,8               | 22                 | 25,3               | 25,8               | 25,6               | 25,4               | 25,4               | 23,9               | 21,2               | 18,2               | 15,1               | 21,7               |
| Середня температура, °C | 7,8                | 9,8                | 13,4               | 17,2               | 19,6               | 20,6               | 20,5               | 19,9               | 18,3               | 15,7               | 11,8               | 8,1                | 15,2               |
| Середній мінімум, °C    | 2,7                | 4                  | 6,9                | 10,8               | 14,8               | 17,2               | 17,3               | 16,5               | 14,7               | 12,7               | 7,6                | 3,4                | 10,7               |
| Норма опадів, мм        | 16.2               | 22.3               | 26.1               | 36.6               | 89.8               | 153.4              | 173.0              | 149.9              | 96.1               | 64.5               | 37.3               | 13.3               | 878.5              |
| Вологість повітря, %    | 77                 | 71                 | 65                 | 64                 | 69                 | 79                 | 83                 | 84                 | 82                 | 82                 | 80                 | 79                 | 76.3               |
| ----------------------- | ------------------ | ------------------ | ------------------ | ------------------ | ------------------ | ------------------ | ------------------ | ------------------ | ------------------ | ------------------ | ------------------ | ------------------ | ------------------ |
| Джерело: data.cma.cn    |                    |                    |                    |                    |                    |                    |                    |                    |                    |                    |                    |                    |                    |